# بيكبريتيت البوتاسيوم
 بيكبريتيت البوتاسيوم (ملاحظة 1) مركب كيميائي له الصيغة KHSO3، ويكون على شكل مسحوق بلوري أبيض .

## التحضير
يحضر المركب من تفاعل غاز ثنائي أكسيد الكبريت مع محلول من كربونات البوتاسيوم.

## الخواص
يوجد المركب في الشروط القياسية على شكل مسحوق بلوري أبيض اللون، وهو جيد الانحلالية في الماء، لكنه لا يذوب في الإيثانول.
للمركب صفات اختزالية كما أن له صفة قاعدية.

## الاستخدامات
يستخدم بيكبريتيت البوتاسيوم ضمن الإضافات الغذائية، وله رقم E في الاتحاد الأوروبي وهو E228.

## هوامش
- ملاحظة 1 مرادفات: بيسلفيت البوتاسيوم أو هيدروسلفيت البوتاسيوم